# 内蒙古东四盟市
内蒙古东四盟市是代指中国内蒙古自治区东部的地理概念，在清代指内扎萨克东部的哲里木、昭乌达、卓索图、锡林郭勒四盟，民国时期又俗称东蒙古，现代則俗稱為蒙东地区，指内蒙古东部的呼伦贝尔、兴安盟、赤峰、通辽四盟市。
现代的东四盟市又称三市一盟，指内蒙古自治区东北部地区的四个盟、地级市，即现在赤峰市（原“昭乌达盟”）、通辽市（原“哲里木盟”）、呼伦贝尔市（原“呼伦贝尔盟”）、兴安盟，合称东四盟市，面积47万平方公里，人口1200万。有时加上锡林郭勒盟，合称东五盟市。右圖内蒙古自治区中紫藍相間的即是东四盟。
内蒙古东部四盟市，在传统上属于中国东北地区，并有1969年—1979年分属于东北三省的历史。现在，东蒙四盟市的人口占内蒙古自治区总人口的50％，但经济总量却只有全区的三分之一左右，与西部八盟市相比差距頗大。随着国家“振兴东北老工业基地”战略的实施，东四盟也開始有加速发展的机會。
如包括蒙古族聚居的锡林郭勒盟，东五盟下辖51个旗县市区，总面积66.49万平方公里，占全区总土地面积的56.2%。2004年年末常住人口合计为1283.83万人，占内蒙古总人口的53.8%，其中少数民族人口403万人，占全区少数民族总人口的80%。该地区自然资源丰富，包括土地资源、水资源、矿产资源、旅游资源和口岸资源等。土地资源方面，耕地面积3889057千公顷，占自治区耕地总面积的58.4%；水资源总量432.7亿立方米，占自治区85%；矿产资源方面，全国五大露天煤矿中，伊敏、霍林河、元宝山三大露天煤矿处于蒙东地区。呼伦贝尔市煤炭探明储量是东三省总和的1.8倍。通辽市天然硅砂储量约为550亿吨，是中国最大的铸造砂和玻璃生产用砂基地。赤峰市是自治区主要黄金产地，累计探明储量占全区原生金矿储量的80%以上。